# Claus Nielsen (Biologe)
Claus Nielsen (* 28. März 1938 in Kopenhagen; † 18. Januar 2024 ebenda) war ein dänischer Entwicklungs- und Meeresbiologe und Hochschullehrer an der Universität Kopenhagen.

## Leben und Werk
Nielsen studierte Zoologie und Meeresbiologie an der Universität Kopenhagen mit Magisterabschluss 1964 und Promotion 1972. Von 1965 bis 1983 war er Dozent am meeresbiologischen Laboratorium in Helsingør, dessen Direktor er von 1970 bis 1975 war. Ab 1983 lehrte er am Zoologischen Museum Kopenhagen (das zur Universität gehört) als Dozent, ab 1989 als qualifizierter Dozent und ab 2005 als Professor für evolutionäre Embryologie der Wirbellosen. Von 1992 bis 1996 war er Direktor des Zoologischen Museums. An der Universität Kopenhagen war er von 1971 bis 1983 Mitglied der Fakultät für Naturwissenschaften und von 1978 bis 1980 deren Dekan. 
2001 erhielt er als einer der Ersten die Alexander-Kowalewski-Medaille und 2015 die Linné-Medaille. Er war Ehrenmitglied (2006) und Fellow (1984) der Linnean Society of London (2006) und der International Society for Invertebrate Morphology (2014), deren Gründungspräsident er 2008 war. Von 1979 bis 1984 war er Präsident der dänischen Gesellschaft für Naturgeschichte und von 1989 bis 1992 Präsident der International Bryozoology Association.

## Schriften (Auswahl)
- Animal Evolution: Interrelationships of the Living Phyla, Oxford UP 1995.
- Notes on boring bivalves from Phuket, Thailand. In: Ophelia. Band 15, Nr. 2, 1976, S. 141–148, doi:10.1080/00785326.1976.10425454.